# Polestar 2
Polestar 2 je čistě elektrický pětidveřový fastback střední třídy od švédské automobilky Polestar. Výroba vozu by měla začít na začátku roku 2020 v Číně, přičemž prvně se bude vyrábět dražší verze za v přepočtu 1,5 milionu korun a po roce by měla na trh přijít též levnější varianta za cenu přibližně milionu korun. Vůz vychází z konceptu Volvo Concept 40.1 a je postaven na platformě CMA. Polestar 2 má dva elektromotory, které dohromady poskytují výkon 300 kW, 78kWh baterie pak umožňuje normovaný dojezd 500 km dle měření WLTP. Americký standard EPA uvádí dojezd o něco menší, přibližně 440 km.

## Galerie

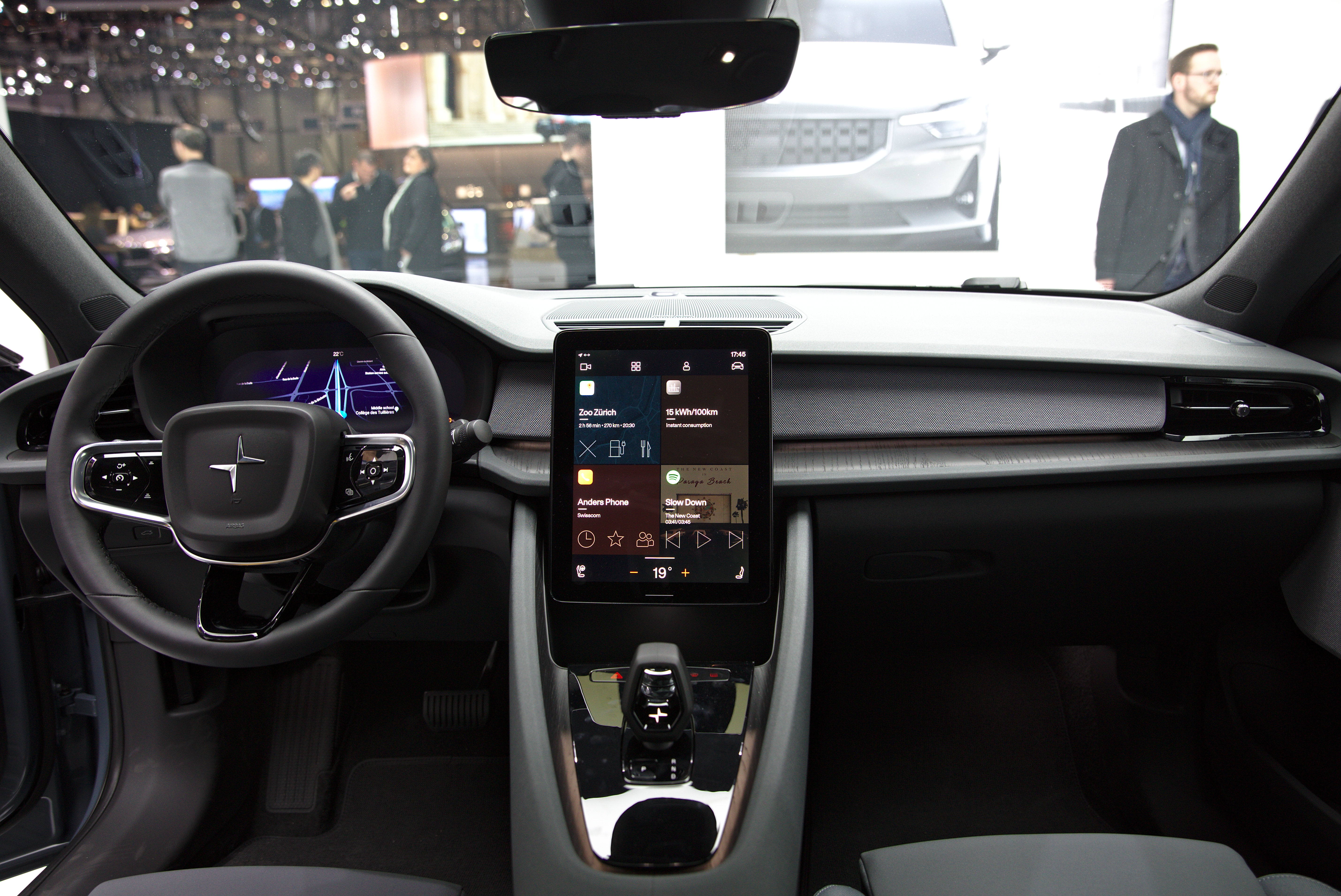
Interiér vozu
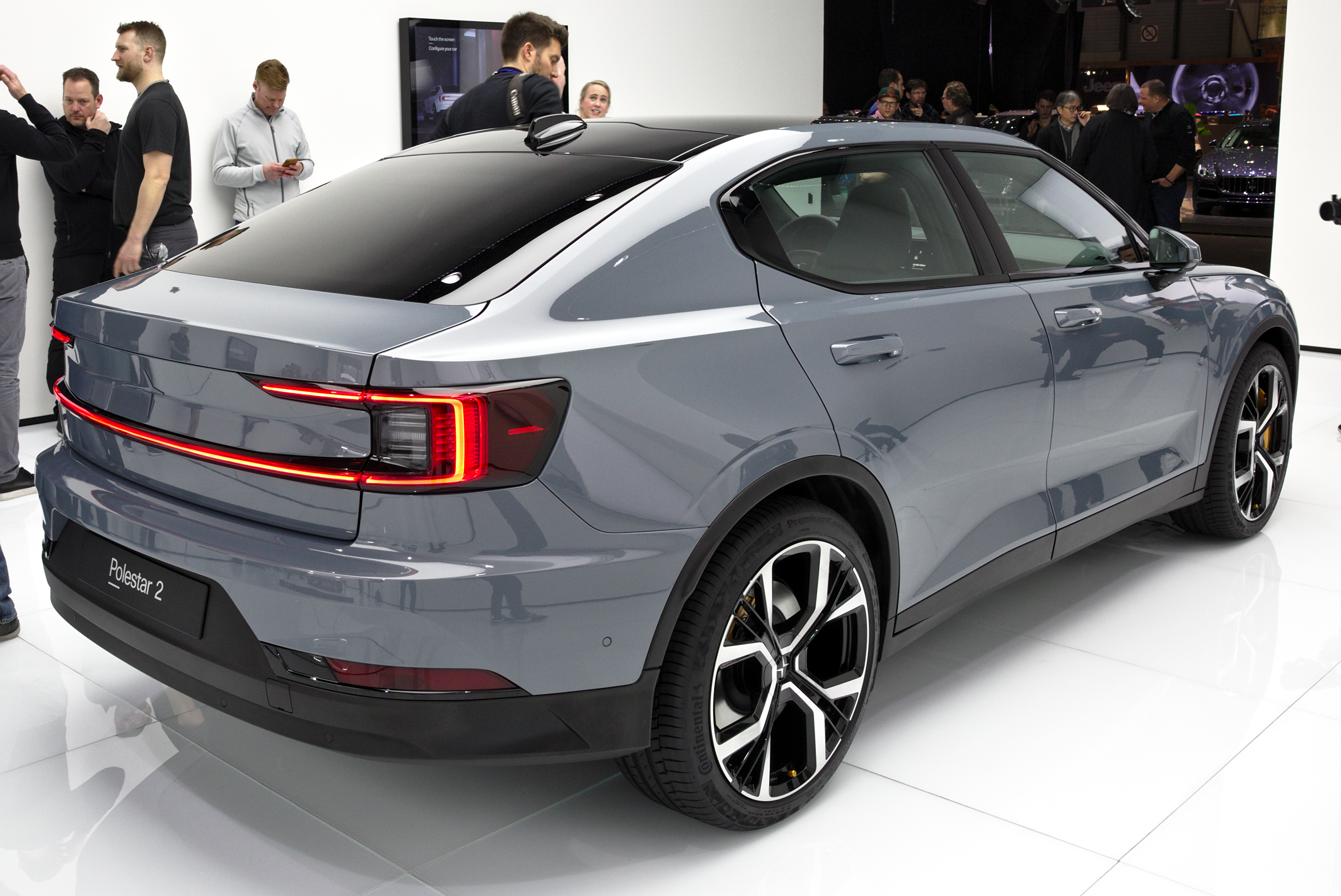
Vůz zezadu
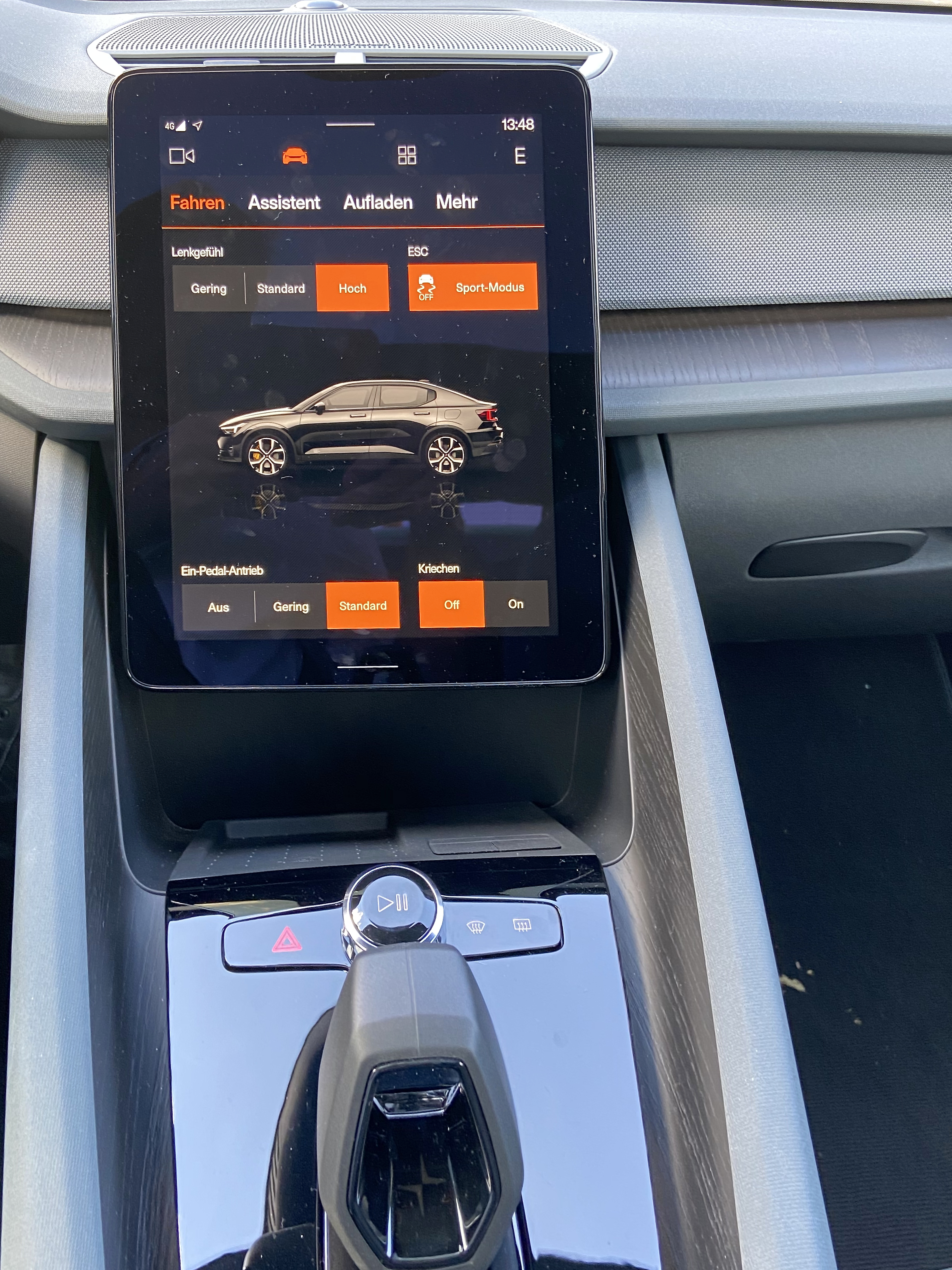
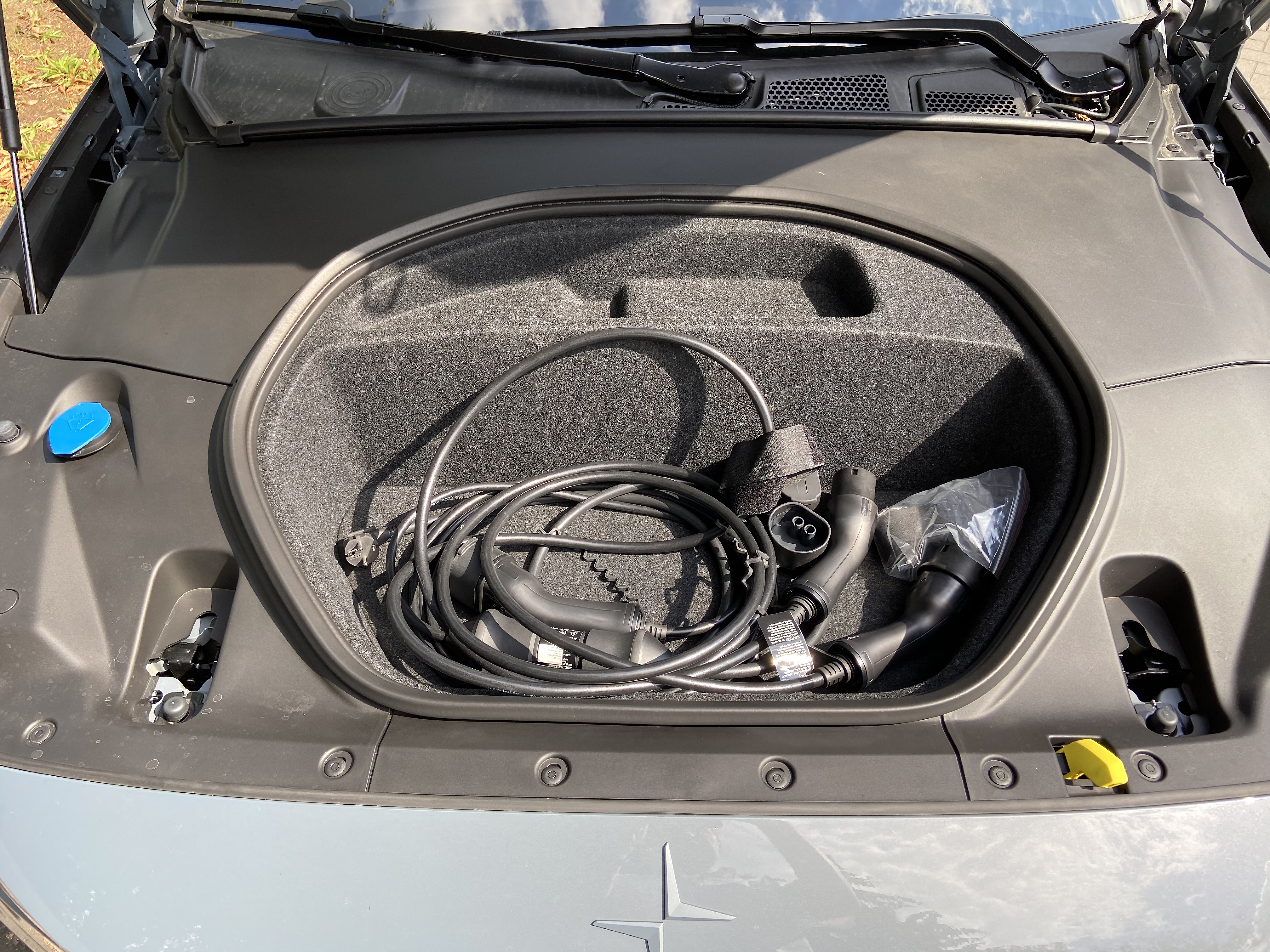
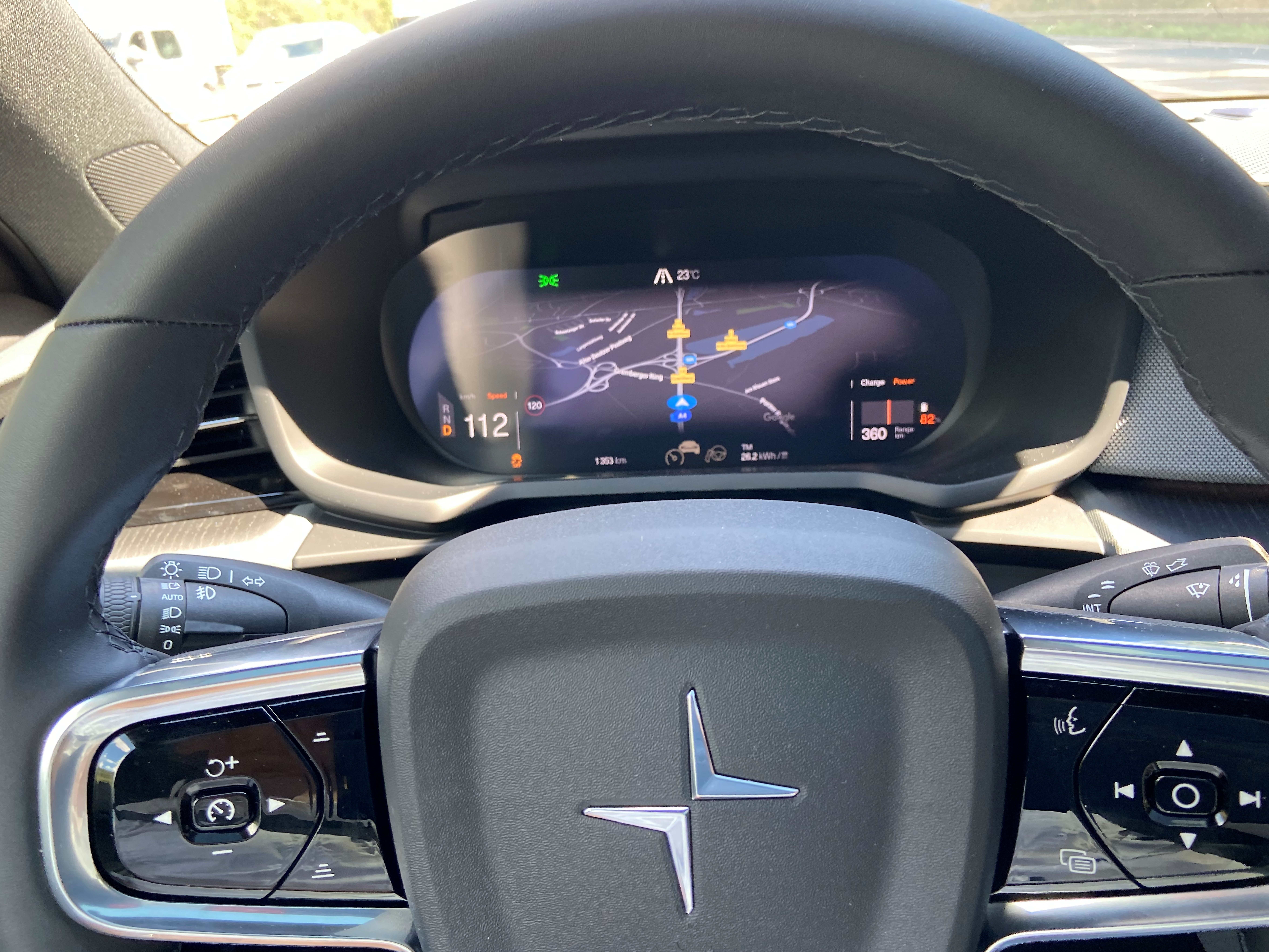
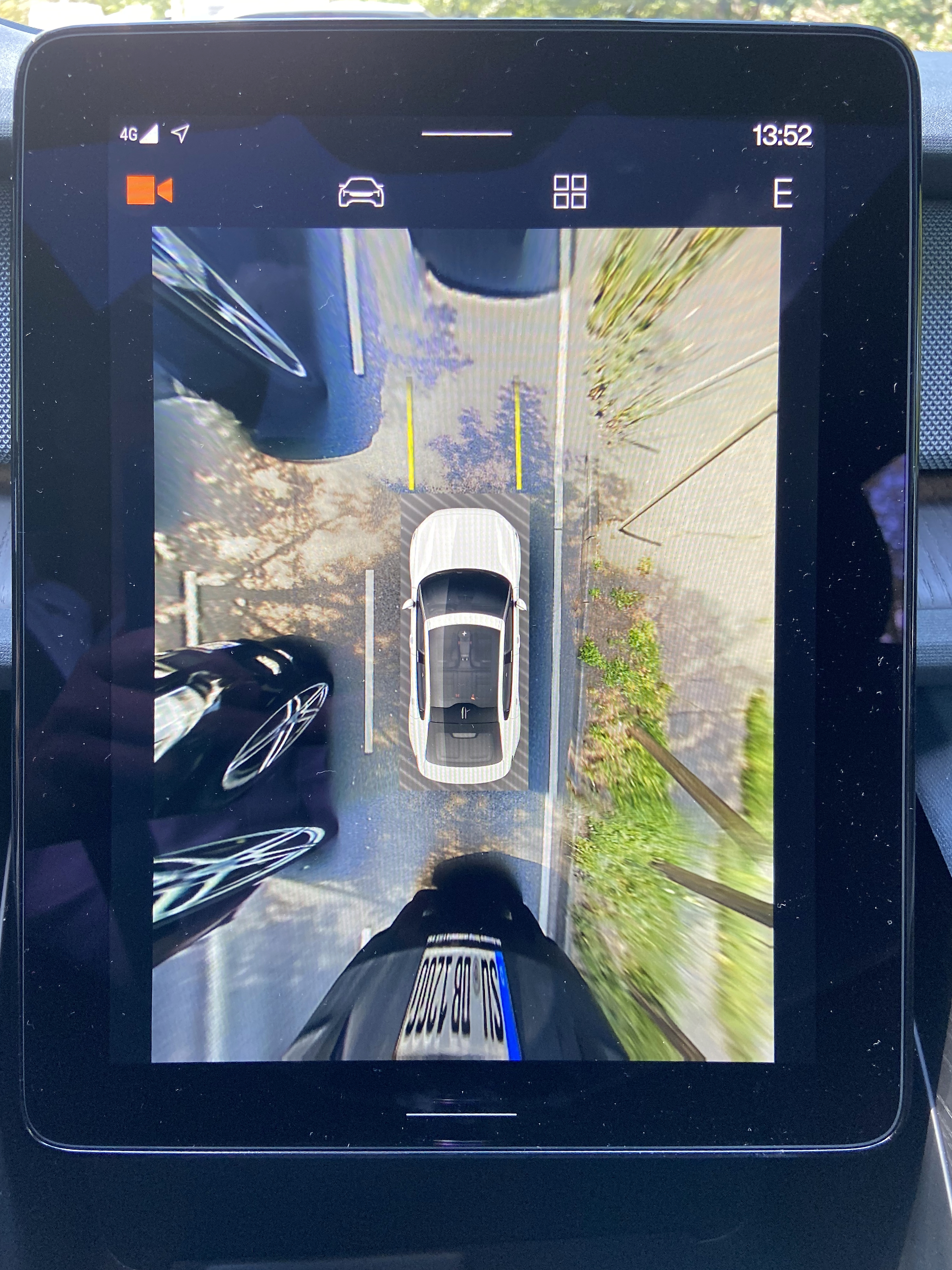
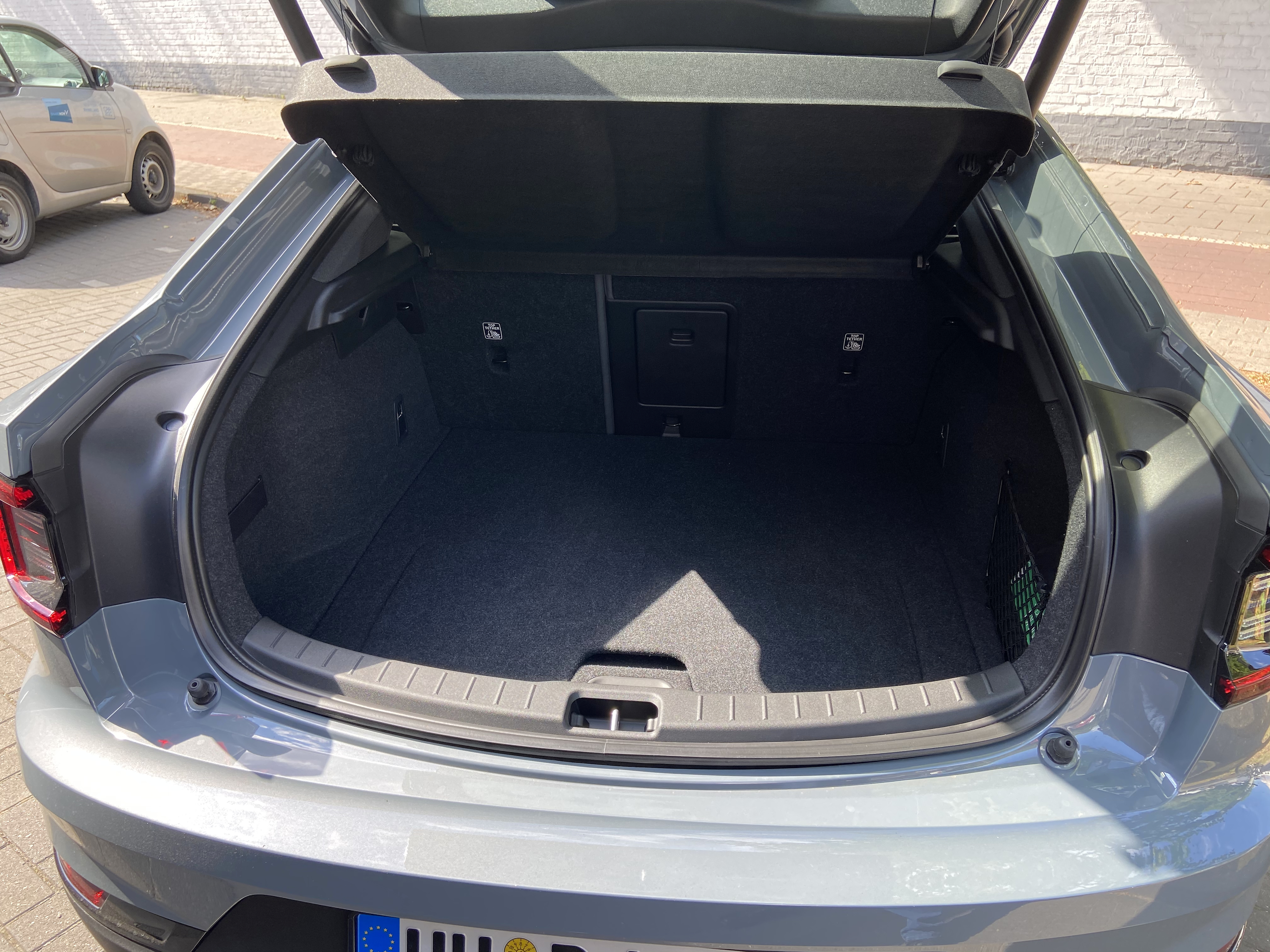